# De laatste Belgen
De laatste Belgen is een begrip dat duidt op de inwoners van de Duitstalige Gemeenschap in België. 
Ze worden zo genoemd door Geert van Istendael in zijn boek Het Belgisch labyrinth. Van Istendael verwijst naar hun unieke positie als vaderlandslievenden en naar het simpele feit dat ze als laatsten aan België werden toegevoegd, na de Eerste Wereldoorlog. 
Historicus Selm Wenselaers gebruikte deze benaming voor een boek over de geschiedenis van de Oostkantons.

## Publicaties
- Het Belgisch labyrinth, Geert van Istendael, De Arbeiderspers (2001)
- De laatste Belgen. Een geschiedenis van de Oostkantons, Selm Wenselaers, Meulenhoff/Manteau (2008)